# Мелборн-Виллидж
Мелборн-Виллидж (англ. Melbourne Village) — небольшой город (таун), расположенный в округе Бревард (штат Флорида, США). По данным переписи 2010 года население Мелборн-Виллидж составляет 662 человека.

## География
По данным Бюро переписи населения США город Мелборн-Виллидж имеет общую площадь в 1,55 км², водных ресурсов в черте населённого пункта не имеется.
Город Мелборн-Виллидж расположен на высоте 7 м над уровнем моря.

## Демография
По данным переписи 2000 года население города Мелборн-Виллидж насчитывало 706 человек.
Из 307 домашних хозяйств в 21,2 % воспитывали детей в возрасте до 18 лет, 59,0 % представляли собой совместно проживающие супружеские пары, в 5,2 % семей женщины проживали без мужей, 31,3 % не имели семей. 25,4 % от общего числа семей на момент переписи жили самостоятельно, при этом 14,7 % составили одинокие пожилые люди в возрасте 65 лет и старше. Средний размер домашнего хозяйства составил 2,30 человек, а средний размер семьи — 2,73 человек.
Население города по возрастному диапазону по данным переписи 2000 года распределилось следующим образом: 17,8 % — жители младше 18 лет, 3,5 % — между 18 и 24 годами, 22,7 % — от 25 до 44 лет, 29,7 % — от 45 до 64 лет и 26,2 % — в возрасте 65 лет и старше. Средний возраст жителей составил 49 лет. На каждые 100 женщин в Мелборн-Виллидж приходилось 93,4 мужчин, при этом на каждые сто женщин 18 лет и старше приходилось 95,3 мужчин также старше 18 лет.
Средний доход на одно домашнее хозяйство составил 48 750 долларов США, а средний доход на одну семью — 60 000 долларов. При этом мужчины имели средний доход в 51 058 долларов США в год против 27 375 долларов среднегодового дохода у женщин. Доход на душу населениясоставил 48 750 долларов в год. 2,6 % от всего числа семей в населённом пункте и 6,4 % от всей численности населения находилось на момент переписи населения за чертой бедности, при этом 9,3 % из них были моложе 18 лет и 3,3 % — в возрасте 65 лет и старше.